# Klausenberg (Chiemgauer Alpen)
Der Klausenberg ist ein 1554 m ü. NHN hoher Berg in den Chiemgauer Alpen. Knapp unterhalb des Gipfels liegt die Klausenhütte. Er ist Teil des sich nordöstlich vom Spitzstein erstreckenden Bergkamms. Der Klausenberg bietet einen guten Aussichtspunkt auf die benachbarten Gipfel von Feichteck, Hochries und Geigelstein und ins Voralpenland.
Er liegt knapp an der deutschen Grenze, die Klausenhütte liegt bereits in Österreich. Der Klausenberg ist über mehrere Wanderwege zu erreichen, z. B. über die Klausenhütte von Hainbach aus.